# Вэйчан-Маньчжурско-Монгольский автономный уезд
Вэйча́н-Маньчжу́рско-Монго́льский автономный уезд (кит. упр. 围场满族蒙古族自治县, пиньинь  Wéichǎng mǎnzú měnggǔzú zìzhìxiàn) — автономный уезд городского округа Чэндэ провинции Хэбэй (КНР).

## История
В 1681 году здесь были созданы императорские охотничьи угодья «Мулань вэйчан» (木兰围场), на которых император мог заниматься облавной охотой. В 1876 году был образован Вэйчанский комиссариат (围场厅).
После Синьхайской революции в Китае была проведена реформа структуры административного деления, в ходе которой комиссариаты были упразднены, и в 1913 году комиссариат был преобразован в уезд Вэйчан (围场县). В 1914 году был образован Особый район Жэхэ (热河特别区), и уезд вошёл в его состав. В 1928 году Особый район Жэхэ был преобразован в провинцию Жэхэ.
В 1933 году территория была захвачена японцами и передана в состав марионеточного государства Маньчжоу-го.
В 1955 году провинция Жэхэ была расформирована, и уезд вошёл в состав Специального район Чэндэ (承德专区) провинции Хэбэй (впоследствии переименованного в Округ Чэндэ). В 1989 году уезд Вэйчан был преобразован в Вэйчан-Маньчжурско-Монгольский автономный уезд. В июле 1993 года округ Чэндэ и город Чэндэ были объединены в Городской округ Чэндэ.

## Административное деление
Вэйчан-Маньчжурско-Монгольский автономный уезд делится на 8 посёлков и 29 волостей.